# 平良夏芽
平良 夏芽（たいら なつめ）は、日本のキリスト者。前日本キリスト教団うふざと伝道所牧師。

## 人物
2006年、沖縄県名護市の米海兵隊キャンプシュワブ正門前で、文化財調査のため基地に立入ろうとした、名護市教育委員会職員が運転する自動車の直前に身体を投げ出して通行を妨害、市職員の公務を妨害したとして逮捕される。フランクリン・グラハム国際大会への反対声明賛同人。名護市辺野古の米軍基地建設反対運動に長く係わったが、2008年3月にうふざと伝道所牧師及び自身が係わった団体の職務を辞任したとされる。

## 略歴
- 2003年1月　イラクへ派遣
- 2003年5月　イラクへ派遣
- 2004年9月　沖縄平和市民連絡会共同代表に選ばれる
- 2004年4月　教会をあげて名護市辺野古の新基地建設阻止行動に参加
- 2004年5月　日本キリスト教団沖縄教区の書記となる
- 2006年3月 OCC（沖縄キリスト教協議会）常議員となる
- 2008年3月　うふざと伝道所牧師及び沖縄の全ての市民団体の役職辞任

## 著書（共著）
- 2007年6月 『私の愛国心』いのちのことば社、2007年6月、ISBN 4264025435